# 9147 Kourakuen
9147 Kourakuen este un asteroid din centura principală de asteroizi.

## Descriere
9147 Kourakuen este un asteroid din centura principală de asteroizi. A fost descoperit pe 18 februarie 1977 la Kiso de Hiroki Kosai și Kiichiro Hurukawa. Asteroidul prezintă o orbită caracterizată de o semiaxă mare de 2,19 ua, o excentricitate de 0,11 și o înclinație de 5,8° în raport cu ecliptica.